# Araneus goniaeoides
Araneus goniaeoides là một loài nhện trong họ Araneidae.
Loài này thuộc chi Araneus. Araneus goniaeoides được Embrik Strand miêu tả năm 1915.